# Istituto lombardo di studi economici e sociali
L'Istituto Lombardo di Studi Economici e Sociali (ILSES) fu fondato nel 1960 a Milano con l'obiettivo di effettuare un'opera di ricerca permanente per lo studio dei caratteri sociali ed economici della regione metropolitana milanese, supportando ed analizzando gli interventi di programmazione urbanistica, sociale ed economica delle pubbliche amministrazioni.

## Storia
L'ILSES fu creato nel 1960 dal Centro nazionale di prevenzione e difesa sociale (CNPDS), organizzazione che già collaborava attivamente con gli enti pubblici della regione Lombardia.
La nascita dell'istituto fu anche strettamente legata alla politica di centro sinistra formatasi a Milano nei primi anni 60. Il contesto in cui si viene a formare tale istituto è quello del periodo della ricostruzione successiva alla Seconda guerra mondiale, nel quale si venne a creare uno stretto rapporto fra la politica ed i tecnici utilizzati per raggiungere gli obiettivi prefissati.
L'ILSES viene considerato il primo "varco istituzionale" (in quanto istituto di patrocinio e finanziamento pubblico) con il quale è stato possibile inserire nel panorama culturale lombardo tecniche urbanistiche ed economiche all'avanguardia, anche provenienti da esperienze internazionali.
Nei suoi 15 anni di operato, fra il 1960 e il 1975, risalta la sua composizione composta da un numero elevato di intellettuali, accademici, tecnici e politici appartenenti a differenti schieramenti e diversi livelli di servizio. Personaggi che rappresentavano, all'epoca, il meglio che la cultura italiana avesse da offrire.

## Composizione
L'ILSES aveva al vertice due organi direttivi: il consiglio di amministrazione ed il comitato scientifico. Del primo facevano parte persone che occupavano rilevanti cariche politiche, mentre il secondo era composto da personalità di alto livello accademico, politico e culturale, facendo sì che tale istituto si collocasse al di fuori di tutte le strutture di ricerca createsi fino a quel periodo ed acquisendo così in brevissimo tempo un importante ruolo di consulenza agli organi istituzionali e divenendo un centro culturale di eccellenza.

### Membri di rilievo
Consiglio di amministrazione:
- Lelio Basso;[5]
- Adolfo Beria di Argentine.[5]

Comitato scientifico:
- Mario Talamona, il quale fu anche direttore dell'istituto fra il 1967 ed il 1975;[1]
- Miro Allione, il quale fu anche vice direttore dell'istituto intorno all'anno 1966;[2]
- Massimo Paci, il quale fu anche direttore del comitato di sociologia fra il 1962 ed il 1969;[3]
- Bernardo Secchi, il quale fu anche direttore del comitato di ricerca intorno al 1960;[2]
- Francesco Indovina;[4]
- Paolo Ceccarelli;[6]
- Piero Bassetti;[5]
- Beniamino Andreatta;[5]
- Achille Ardigò;[5]
- Giancarlo De Carlo;[5]
- Francesco Forte;[5]
- Alessandro Pizzorno;[5]
- Siro Lombardini;[5]
- Silvio Leonardi;[5]
- Franco Momigliano;[5]
- Vincenzo Palumbo;[5]
- Romano Prodi, quale ricercatore dal 1963 al 1964.[7]

## Editoria
L'istituto, grazie anche al contributo degli illustri membri che ne facevano parte, pubblicò come ente editoriale centinaia di libri e pubblicazioni minori, tutt'oggi presenti in numerose biblioteche italiane.